# American Electric Power
American Electric Power Company, Inc. (AEP) (NASDAQ: AEP

) er et amerikansk elselskab med hovedkvarter i Columbus, Ohio. De producerer og leverer elektricitet til 5 mio. kunder i 11 delstater. AEP producerer primært elektricitet på fossile brændsler og kernekraft.
American Electric Power har 7 væsentlige forsyningsselskaber: AEP Ohio, AEP Texas, Appalachian Power (i Virginia, West Virginia og Tennessee), Indiana Michigan Power, Kentucky Power, Public Service Company of Oklahoma, and Southwestern Electric Power Company (i Arkansas, Louisiana og east Texas).